# Відомство Федерального канцлера (Німеччина)
Відомство Федерального канцлера (Німеччина) (нім. Bundeskanzleramt; скорочено: BKAmt) — є вищим федеральним органом, який допомагає Федеральному канцлеру ФРН в виконанні його обов'язків. Штаб-квартира або перший службова квартира Відомства розташована в німецькій столиці Берліні, його друга службова квартира історично базується в місті Бонн. Головою Відомства з 2018 року є Гельґе Браун (ХДС) — Керівник Відомства Федерального канцлера та Федеральний міністр з особливих доручень.